# Аманда Оверленд
Аманда Оверленд (англ. Amanda Overland) — канадська ковзанярка, що спеціалізувалася в шорт-треку, олімпійська медалістка, призерка чемпіонатів світу.
Срібну олімпійську медаль Оверленд здобула на Туринській олімпіаді в складі канадської естафетної команди, в естафеті на 3000 метрів. Вона не бігла в фіналі, але отримала медаль за участь у півфіналі.
Брат Аманди Кевін Оверленд теж олімпійський медаліст, але в бігу на довгій доріжці. Сестра Сінді одружилася олімпійським чемпіоном Дерріком Кемпбеллом.

## Зовнішні посилання
- Досьє на sports-reference.com [Архівовано 11 листопада 2012 у Wayback Machine.]

## Виноски
1. ↑  Torino 2006 Official Report - Speed Skating (PDF). Torino Organizing Committee. LA84 Foundation. March 2009. Архів оригіналу (PDF) за 12 червня 2012. Процитовано 1 червня 2009. [Архівовано 12 червня 2012 у Wayback Machine.]